# بروس فلايشر
بروس فلايشر (بالإنجليزية: Bruce Fleisher)‏ هو لاعب غولف أمريكي، ولد في 16 أكتوبر 1948 في يونيون سيتي في الولايات المتحدة.

## وصلات خارجية
- الموقع الرسمي
- بروس فلايشر على موقع رابطة لاعبي الغولف المحترفين (الإنجليزية)
- بروس فلايشر على موقع التصنيف العالمي الرسمي للغولف (الإنجليزية)